# Раконевиці (гміна)
Гміна Раконеви́ці (пол. Gmina Rakoniewice) — місько-сільська гміна у північно-західній Польщі. Належить до Ґродзиського повіту Великопольського воєводства. Адміністративний центр — місто Раконевице.
Станом на 31 грудня 2011 у гміні проживало 12896 осіб.

## Територія
Згідно з даними за 2007 рік площа гміни становила 201.15 км², у тому числі:
- орні землі: 52.00 %
- ліси: 41.00 %

Таким чином, площа гміни становить 31.25 % площі повіту.

## Населення
Станом на 31 грудня 2011:
| Опис     | Загалом | Загалом | Чоловіки | Чоловіки | Жінки | Жінки |
| -------- | ------- | ------- | -------- | -------- | ----- | ----- |
| одиниця  | осіб    | %       | осіб     | %        | осіб  | %     |
| все      | 12896   | 100     | 6453     | 50.04    | 6443  | 49.96 |
| міське   | 3486    | 100     | 1702     | 48.82    | 1784  | 51.18 |
| сільське | 9410    | 100     | 4751     | 50.49    | 4659  | 49.51 |

## Сусідні гміни
Гміна Раконевице межує з такими гмінами: Веліхово, Вольштин, Ґродзіськ-Велькопольський, Каменець, Новий Томишль, Пшемент, Седлець.